# Amiral Charner (aviso)
O Amiral Charner foi um aviso operado pela Marinha Nacional Francesa e a sexta embarcação da Classe Bougainville. Sua construção começou em 1931 na Ateliers et Chantiers Maritime de Sud-Ouest e foi lançado ao mar em outubro do ano seguinte. Era armado com uma bateria principal de três canhões de 138,6 milímetros em montagens individuais, tinha um deslocamento de mais de duas mil toneladas e alcançava uma velocidade máxima de quinze nós.